# Канкаль
Канка́ль (фр. Cancale, брет. Kankaven) — коммуна на северо-западе Франции, находится в регионе Бретань, департамент Иль и Вилен, округ Сен-Мало, кантон Сен-Мало-1. Расположена в 16 км к востоку от Сен-Мало на побережье Ла-Манша, называемом Изумрудный берег (фр. Côte d’Émeraude).
Население (2018) — 5 147 человек. 

## История
Первые доказательства проживания людей на месте нынешнего Канкаля относятся к периоду палеолита; также сохранились элементы галльской и галло-римской культур. Согласно тексту Vita Meveni, написанному монахом Ингомаром около 1084 года, приблизительно в 545 году Святой Мевенн приплыл из Уэльса и высадился на западном берегу бухты Мон-Сен-Мишель, где основал Канкаль и откуда начал распространять христианство на территории Бретани. В 996 году поселение было разграблено и сожжено викингами.
С XI века Канкаль был важным рыболовным портом; местные рыбаки в своих плаваниях доходили до берегов Ньюфаундленда, но основным источником дохода местных жителей стал сбор устриц. В 1545 году парижские эшевены заключили контракт с Канкалем о поставке свежих устриц два раза в неделю к королевскому столу, за что король Франциск I даровал Канкалю статус города. 
В 1612 году из Канкаля отплыла флотилия капитана-протестанта Даниэля де ла Туша в направлении Бразилии, где им был основан город Сан-Луис. Англичане неоднократно предпринимали попытки напасть на Сен-Мало с востока, в результате чего построенный по проекту Вобана форт на острове Иль-де-Римен в 700 метрах от побережья напротив Канкаля, был самым мощным в регионе.
Более ста миллионов устриц ежегодно добываются из морских вод в районе Канкаля, поэтому еще в 1787 году король Людовик XVI издал указ, регулирующий проведение работ по углублению морского дна, чтобы избежать истощения природного месторождения устриц. Каждую весну в районе Пасхи бискины получали право на вылов устриц в течение пятнадцати дней. По специальному сигналу, 200-бискиновая флотилия одновременно начинала свое движение, и это шоу получило название "Караван" (фр. La Caravane). При высоком приливе они возвращались в гавань, чтобы выгрузить свой улов, а при низком приливе улов сортировали женщины на месте рядом с каждой лодкой.

## Достопримечательности
- Бывшая церковь Святого Мевенна, в настоящее время — музей народных ремесел
- Ла-Канкалез (La Cancalaise) — построенная в 1987 году точная копия средневековой бискины
- Замок Барб-Брюле начала XVIII века

## Экономика
Структура занятости населения:
- сельское хозяйство — 9,1 %
- промышленность — 3,4 %
- строительство — 5,1 %
- торговля, транспорт и сфера услуг — 46,8 %
- государственные и муниципальные службы — 35,6 %

Уровень безработицы (2018) — 12,5 % (Франция в целом —  13,4 %, департамент Иль и Вилен — 10,4 %). 

Среднегодовой доход на 1 человека, евро (2018) — 23 610 (Франция в целом — 21 730, департамент Иль и Вилен — 22 230).

## Демография
Динамика численности населения, чел.

## Администрация
Пост мэра Канкаля с 2008 года занимает Пьер-Ив Майё (Pierre-Yves Mahieu). На муниципальных выборах 2020 года возглавляемый им правый список победил в 1-м туре, получив 51,13 % голосов.
| Период | Период | Фамилия      | Партия                      | Примечания                                                                                   |
| ------ | ------ | ------------ | --------------------------- | -------------------------------------------------------------------------------------------- |
| 1978   | 1989   | Жан Ракидель | Разные правые               | добытчик устриц, капитан дальнего плавания в отставке, член Генерального совета департамента |
| 1989   | 2001   | Жозеф Пишо   | Разные правые               | добытчик устриц                                                                              |
| 2001   | 2008   | Морис Жаннен | Разные левые                | профессор математики, член Генерального совета департамента                                  |
| 2008   |        | Пьер-Ив Майё | Республиканцы Разные правые | бывший директор сельскохозяйственной палаты, член Совета департамента                        |

## Города-побратимы
- Арнштайн, Германия
- Сен-Клеман, Джерси

## Знаменитые уроженцы
- Маргарита Ле Петур (1720-после 1750), женщина, выдававшая себя за мужчину, и более двух лет служившая палачом в Лионе;

- Жанна Жюган (1792-1879), католическая святая, основательница конгрегации Малых сестёр бедняков.

## Галерея

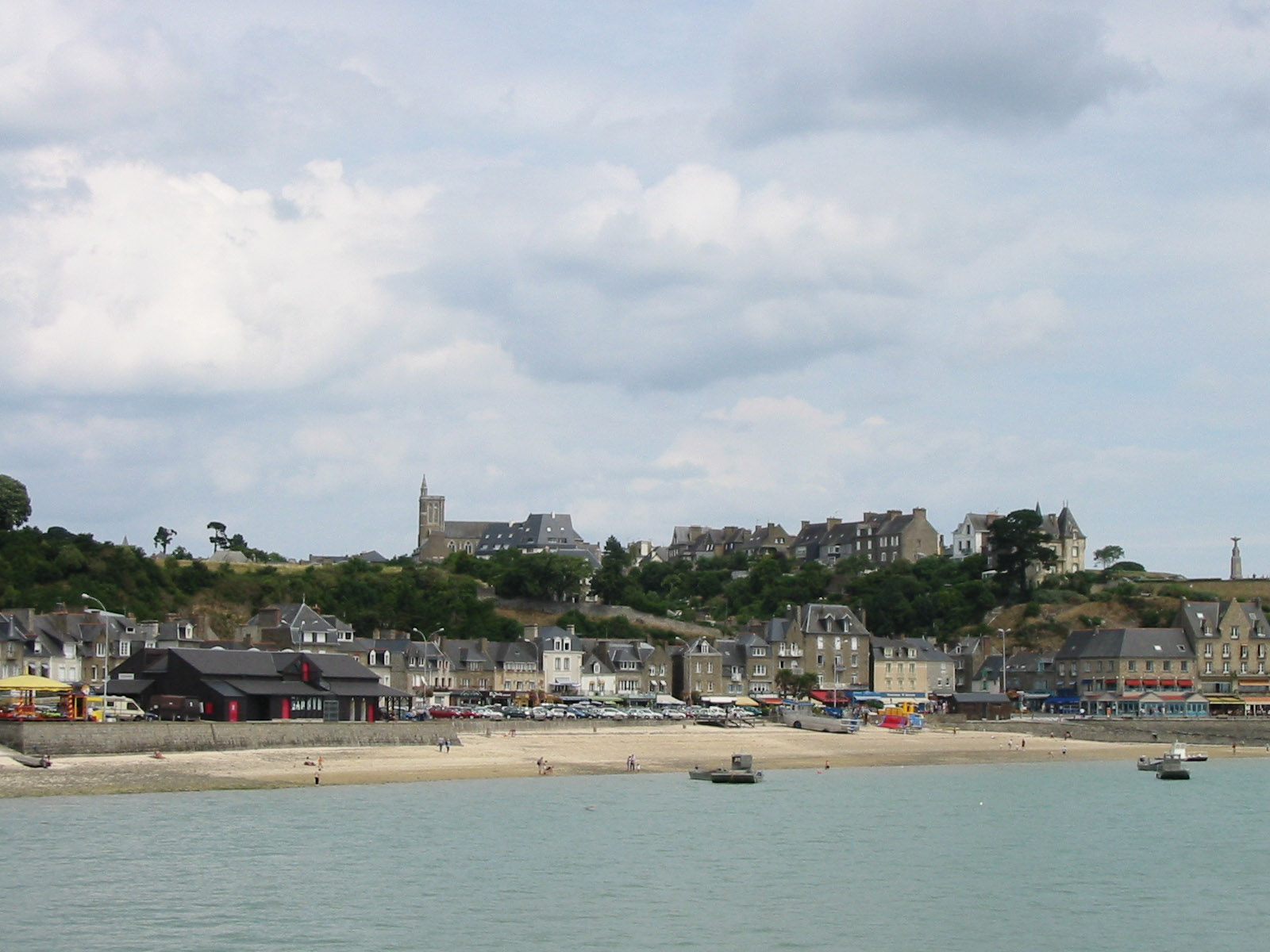
Пляж Канкаля
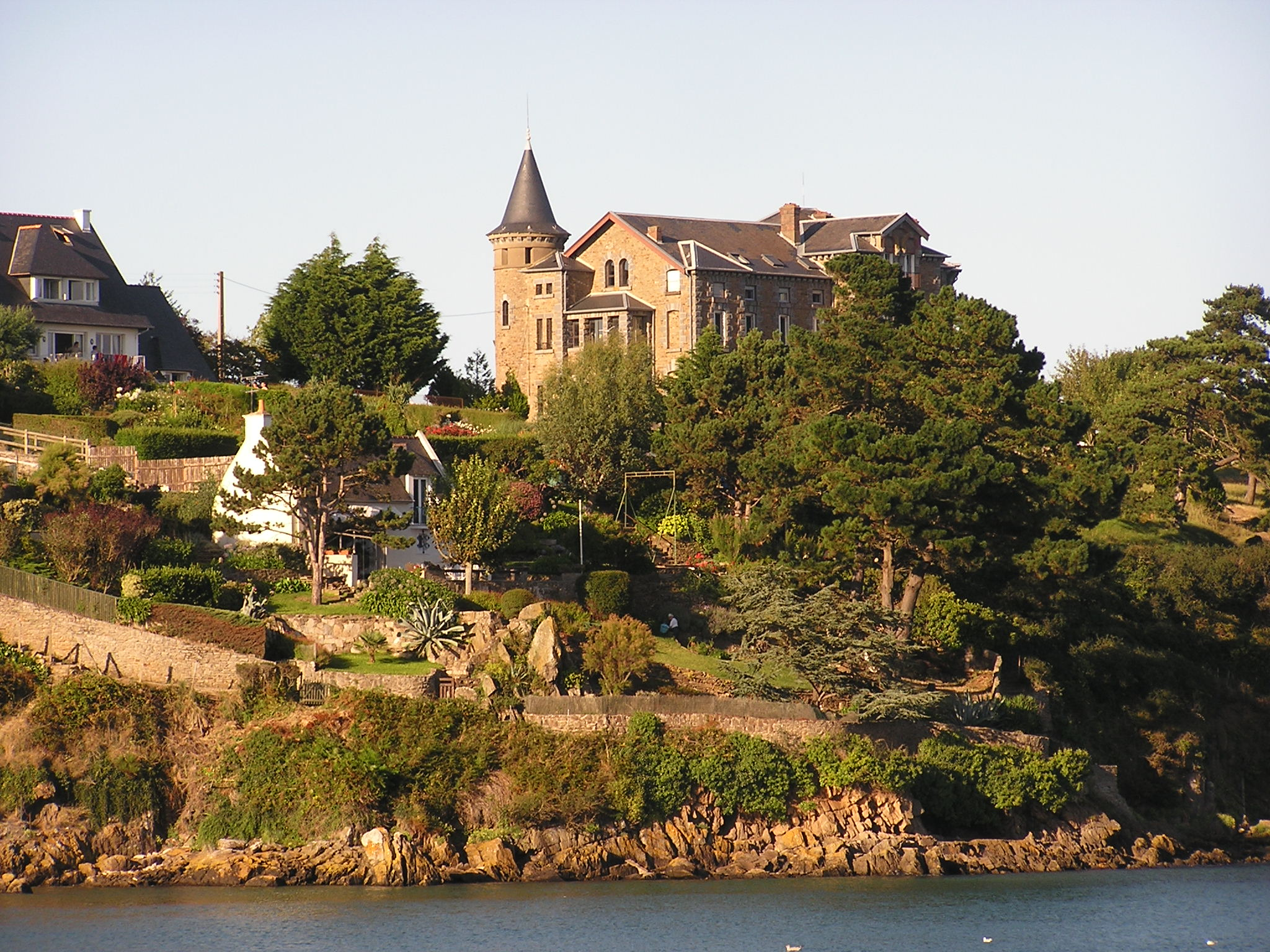
Замок Барб-Брюле
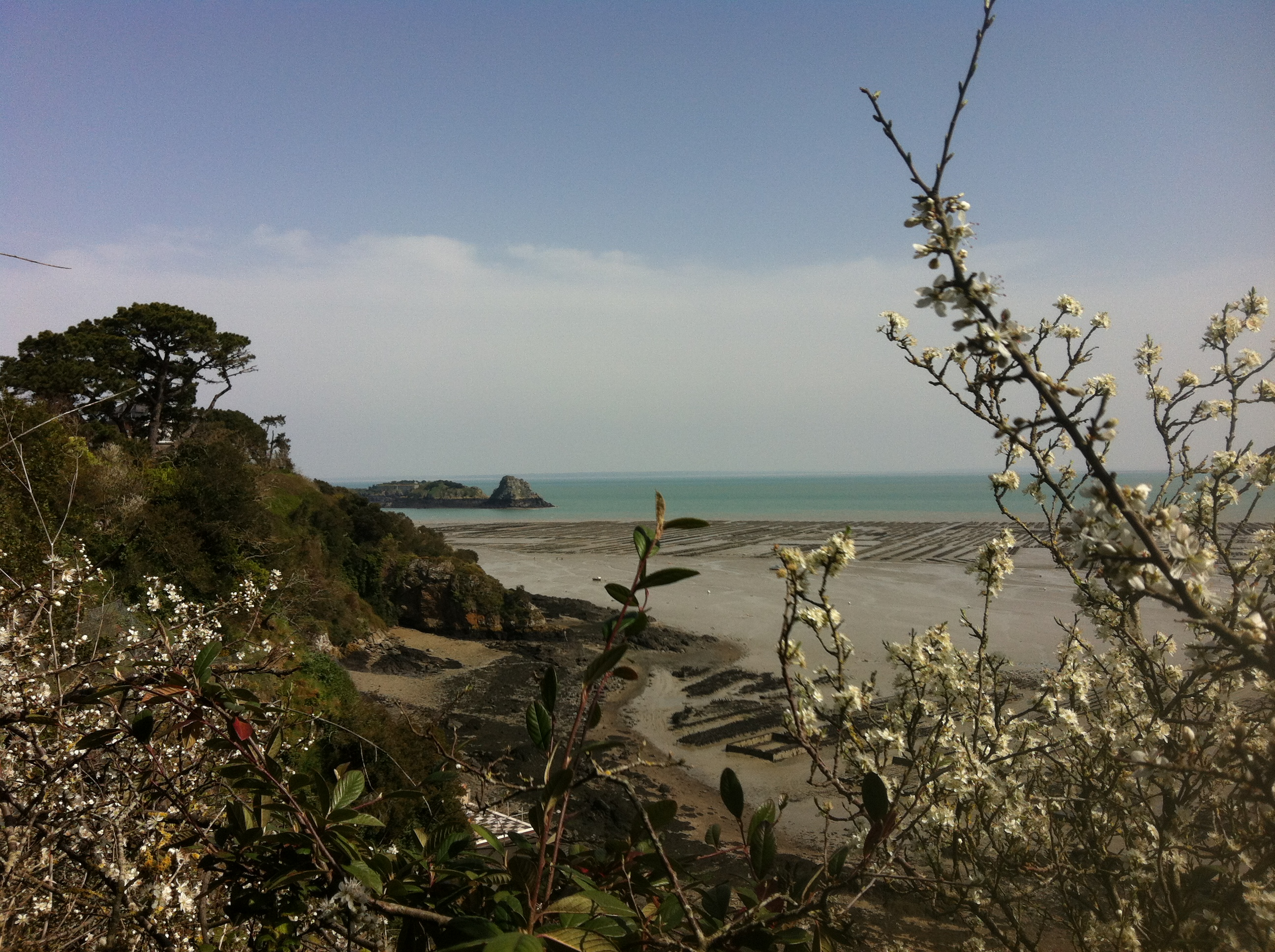
Устричная ферма в окрестностях Канкаля